# Zalujjea, Bilohirea
Zalujjea (în ucraineană Залужжя) este localitatea de reședință a comunei Zalujjea din raionul Bilohirea, regiunea Hmelnîțkîi, Ucraina.

## Demografie
Componența lingvistică a localității Zalujjea
     Ucraineană (99,45%)
     Alte limbi (0,55%)
Conform recensământului din 2001, majoritatea populației localității Zalujjea era vorbitoare de ucraineană (99,45%), existând în minoritate și vorbitori de alte limbi.